# Biskupice Radłowskie
Biskupice Radłowskie (prononciation : [biskuˈpit͡sɛ raˈdwɔfskʲɛ]) est un village du sud de la Pologne, dans la voïvodie de Petite-Pologne, sur la rivière Dunajec. Il se situe à environ 6 km au nord de Radłów (chef-lieu de sa commune), à 15 km au nord-ouest de Tarnów (son district) et 67 km à l'est de la capitale régionale Cracovie.
En 2008, sa population était de 1 091 habitants.

## Personnes connues
- Stanislaw Mierwa
- Henryk Blazej (né à Biskupice Radłowskie le 2 septembre 1952) flûtiste polonais
- Jan Adrian Łata (né à Biskupice Radłowskie le 7 mars 1944) prêtre catholique polonais, théologien et philosophe